# هارولد سميث (سياسي)
هارولد سميث (بالإنجليزية: George Harold Smith)‏ هو سياسي نيوزلندي، ولد في 1866، وتوفي في 1936. انتخب عضو مجلس النواب نيوزيلندا.